# Adam Scott (golfista)
Adam Derek Scott (16 de julho de 1980) é um jogador profissional de golfe da Austrália. Scott foi campeão do Masters de Golfe em 2013.

## Carreira

### Masters de 2013
Adam Scott se manteve na briga pelo título ao conseguir seis tacadas abaixo do par nos três primeiros dias de disputa do Masters de Golfe de 2013. No último buraco da última volta ele fez um birdie e assumiu a liderança da competição com nove tacadas abaixo do par.
Logo na sequência o argentino Ángel Cabrera também fez birdie no buraco 18 após uma excelente aproximação e deixou a disputa empatada. Assim ambos foram obrigados a irem para o playoff de desempate. Os dois fizeram o par no buraco 18, mas no buraco 10 Scott conseguiu uma abaixo do par contra o par do argentino e se tornou o primeiro golfista australiano a ser campeão do Masters de Augusta.

## Títulos

### Torneios Major´s (1)
| Ano  | Campeonato       | Resultados           | Margem    | Vice-campeão  |
| ---- | ---------------- | -------------------- | --------- | ------------- |
| 2013 | Masters de Golfe | −9 (69-72-69-69=279) | Playoff 1 | Ángel Cabrera |

1 Derrotou Ángel Cabrera em dois buracos no playoff – Scott (4-3=7) e Cabrera (4-4=8).